# Németh István (püspök)
Németh István (Pusztaegres, 1851. szeptember 19. – Székesfehérvár, 1924. július 28.) a Dunántúli Református Egyházkerület püspöke 1914-től haláláig.

## Életútja

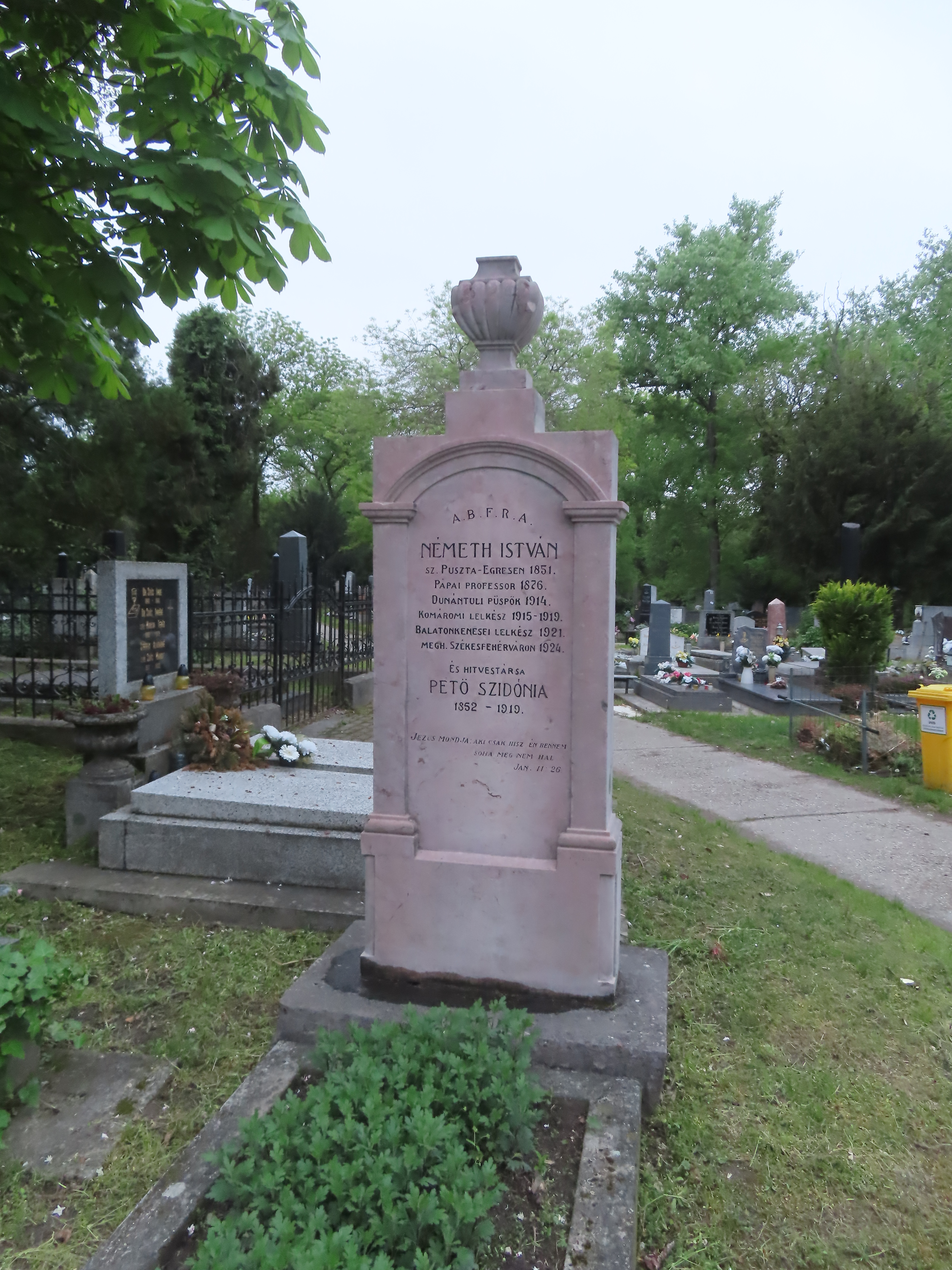
Németh István püspök sírhelye Komáromban

A gimnáziumot Gyönkön és a Pápai Református Kollégiumban végezte. A teológiát 1874-ben Pápán hallgatta, ahol először gimnáziumi, 1881-től teológiai tanár volt. 1889-től egyházkerületi levéltárnok, 1903-tól püspök-helyettes, 1914–1924 között a Dunántúli Református Egyházkerület püspöke. 1920-ig Komáromban, majd a csehek által történt kiutasítás után Újkomáromban, 1922-től haláláig Balatonkenesén lelkészként és püspökként szolgált. Egyházi lapokban számos írása jelent meg.